# Kreen-Akrore
Kreen-Akrore, nota anche come Kreen Akrore, è l'ultima traccia dell'album McCartney del 1970, accreditato all'omonimo polistrumentista inglese. Il brano, dove appare anche la moglie Linda Eastman, è ispirato dagli indigeni brasiliani Kreen-Akakore.

## Il brano
Paul McCartney, autore del brano, venne a conoscenza dei Kreen-Akakore grazie ad un documentario televisivo per il Regno Unito, intitolato The Tribe that Hides from Man; venne trasmesso sul canale ITV network l'11 febbraio 1970. Il musicista ricorda che, il giorno seguente alla visione del programma, dopo pranzo iniziò a suonare la batteria, e gli venne in mente di registrare una canzone che esprima i sentimenti della loro caccia. La canzone venne divisa in due parti: alla prima venne aggiunto il pianoforte, la chitarra e l'organo, mentre la seconda delle voci, dei rumori di respiri, l'organo e due chitarre soliste. Alla fine della prima sezione, inoltre, vi sono degli effetti sonori: dei versi di animali, eseguiti da dei suoni emessi da McCartney registrati più lentamente di come si sentono del brano, il suono di una freccia, tirata da un arco vero e proprio, e dei suoni di bestie che scappano, provocati da battiti sulla custodia di una chitarra. Inoltre, era stato ipotizzato anche il rumore del fuoco, tanto che venne organizzato un falò nello studio, ma poi l'idea non venne usata; al suo posto, sono stati messi dei ramoscelli spezzati. Queste sperimentazioni sonore, uniche nell'album, ricordano quelle svolte con i Beatles.
Venne registrata interamente il 12 febbraio 1970 ai Morgan Studios. Dopo la base ritmica, comprendente due batterie, vennero aggiunte, in sessioni successive, le chitarre, le tastiere, i vari effetti sonori e le voci. La registrazione venne prodotta da McCartney stesso; l'ingegnere del suono era Robin Black.
Il brano non ha ricevuto critiche positive, soprattutto la parte di batteria di McCartney; Kreen-Akrore è stata considerato, per il suo orientamento molto sperimentale, come un precursore dell'album McCartney II del 1980.

## Formazione
- Paul McCartney: voce, chitarre, basso elettrico, pianoforte, organo, batteria, arco e freccia, effetti sonori
- Linda McCartney: cori[1][2]